# 青木章
青木 章（あおき あきら、1948年 - 2023年）は日本の火山探検家。

## 概要
立正大学探検部時代に、諏訪之瀬島で火山の噴火を目撃し、大きな感動をうけて火山の虜になり、以後諏訪之瀬島、伊豆大島三原山、阿蘇山、桜島、浅間山、昭和新山、焼山などの火山で火口近くから火山活動を観測・撮影に取り組んできた。1969年に諏訪之瀬島の富立岳を初登頂し、2023年に富立岳白水の滝源流で遭難死した。